# Darbandsar
Darbandsar (en persan : پیست اسکی دربندسر) est une station de sports d'hiver en Iran située dans la chaîne de l'Elbourz à une heure de route au nord de Téhéran. Il s'agit de la deuxième plus grande et de la plus moderne station du pays.